# Aristida minutiflora
Aristida minutiflora là một loài thực vật có hoa trong họ Hòa thảo. Loài này được Caro mô tả khoa học đầu tiên năm 1961.